# Abbaye Saint-Jean-le-Grand d'Autun
L'abbaye Saint-Jean-le-Grand d'Autun, située à Autun (Saône-et-Loire), est une abbaye de moniales bénédictines peut-être fondée par la reine Brunehilde et l'évêque Syagre d'Autun. Selon Grégoire de Tours, elle existait déjà en 589.

## Historique
Le quartier Saint-Jean, aux alentours de la porte d'Arroux, au nord de la ville, semble avoir été un site de fabrication de terre cuite et du verre. On localise les ateliers de poteries coroplathes, dont celui de Pistillus, grâce à la découverte des moules. Dans l'ensemble de la ville et à l'emplacement des monastères de Saint-Andoche et de Saint-Jean-le-Grand fut découvert du mobilier datant du Ve siècle.
En 592, Brunehilde fit élever l'abbaye de Saint-Jean d'Autun sur les ruines d'un temple situé près des murs consacré à Bérécynthe, mère des dieux, et la dota pour des filles sous le nom de Sainte-Marie. Cependant, Grégoire de Tours cite une abbaye de femmes à Autun en 589. En 602, le pape Grégoire le Grand confirme les privilèges octroyés à cette abbaye par lettre conservée sous la forme de copie dans Registrum Gregorii : « Monasterio sanctae Mariae, ubi ancillarum Dei est congregatio constituta, in urbe Augustodonensi a reverendae memoriae Syagrio episcopo condito » (« […] monastère Sainte-Marie où s'est constitué un groupe de servantes de Dieu, monastère établi dans la ville d'Autun par Syagre, évêque de bonne mémoire »). Cette lettre laisse bien entendre que seul l'évêque est fondateur de l’établissement, puisque Brunehaut ne devient reine qu'en 593. L'épiscopat de Syagre commence vers 560. C'est donc entre cette date et 592, sur une trentaine d'années qu'il faut situer la fondation de l'abbaye Sainte-Marie d'Autun.
Ce monastère fut pillé et détruit par les Sarrasins en 732, puis en 765 par Waïfre, duc d'Aquitaine. Charlemagne le fit rebâtir et lui donna le nom de Saint-Jean, avec celui de Sainte-Marie. En 852, c'est au tour des Normands de ravager la région. En 879, le comté d'Autun est annexé par le roi Boson à son royaume de Provence.
De 1359 à 1364, les Grandes compagnies campent sous les murs de la ville. À cette époque, la ville d'Autun est régie par les officiers du Chapitre des abbayes : abbaye Saint-Andoche, de Saint-Jean le Grand, le bailli et le vierg, représentant le duc de Bourgogne.
Le sang coule dans la ville d'Autun le 18 mai 1591 quand le maréchal d'Aumont investit la cité à la tête de l'armée de Henri IV.
En 1770, c'était une abbaye de bénédictines réformées.

## Architecture

### L'église
Le portail, propriété de la commune, est inscrit au titre des monuments historiques par arrêté du 12 mars 1942. Il n'a pas été retrouvé d'orbituaire pour cette abbaye, mais il existe une liste, unique, pour les anniversaires fondés et rédigés en 1525 par un chapelain de l'abbaye et conservée aux Archives départementales de Saône-et-Loire. Dans un inventaire de 1689 sont conservés des traces de demandes de sépultures dans l'abbatiale et paroissiale de Saint-Jean, ainsi que des fondations d'anniversaires ou de messes.
Le jour de la fête des Rameaux, le Chapitre organisait une très longue procession qui démarrait à l'aube, partant de Saint-Lazare, où la messe était célébrée, puis poursuivait vers Saint-Nazaire, avec retour à Saint-Lazare. Elle descendait dans la ville, s'arrêtant devant Notre-Dame. Dépassant ensuite les remparts, on évoquait Saint-Pierre et Saint-Étienne sans aller à l'église visible au loin, on s'arrêtait au prieuré Saint-Racho-lez-Autun. C'est là qu'avait lieu la bénédiction des rameaux, avant de regagner le cimetière voisin où se donnait le sermon. Après le repas pris sur place à Saint-Racho pour les chanoines, la procession reformée se dirigeait vers Sainte-Marie de Saint-Jean-le-Grand en saluant au passage le sanctuaire de l'abbaye de Saint-Martin d'Autun que l'on apercevait. Dans l'abbatiale de Saint-Jean-le-Grand, les châsses étaient déposées devant l'autel. Le cortège repartait ensuite vers la dernière station de Saint-Andoche après avoir salué au passage le vocable de Saint-Jean-l'Évangéliste. À Saint-Andoche, les châsses étaient également portées devant l'autel tandis que l'on reprenait le récit de l'entrée du Christ à Jérusalem, auquel les moniales répondaient par des chants. Enfin, on revenait à la cathédrale Saint-Lazare où les reliques étaient redéposées sur le maître-autel, exposées à la vénération des fidèles jusqu'à complies.
Mlle Vergnolle a étudié récemment les traces de l'église romane et, selon le rapport de fouilles du XIXe siècle, les substructions de l'église du XIIe siècle reposeraient sur des fondations antiques.

### Le trésor
Dans leur Voyage littéraire de deux religieux bénédictins en deux volumes parus en 1717 et 1724, Edmond Martène et Ursin Durand ont fait graver l'image d'une monnaie d'or trouvée près de la maison de l'abbesse et que celle-ci conservait avec elle lorsqu'elle la montra aux deux moines. Ils crurent que cette monnaie avait été frappée jadis par l'abbaye, sous le prétexte que l'on y voyait d'un côté la figure d'un saint avec la mention « Sanctus Johannes Baptista », et de l'autre, autour d'une fleur de lys, « Dena A ». Cette description annonce un florin d'or comme ceux frappés en France depuis Louis VII à Charles V. Jacques Paul Migne trouve invraisemblable l'interprétation des deux moines, l'abbaye n'ayant jamais eu le droit de battre monnaie.

### Les bâtiments conventuels
Les bâtiments appartiennent à la commune. Il ne reste que les façades et toitures, inscrites au titre des monuments historiques par arrêté du 29 mars 1944. Lors de la reconstruction de l'abbaye en 1707, on trouva quantité de sculptures qui furent réutilisées pour les fondations. Une tour en brique resta longtemps en élévation sur l'emplacement de l'abbaye.

## Propriétés

### Au bailliage deMontcenisen1767
- Charbonnat : l'abbesse de Saint-Jean-le-Grand d'Autun a une partie des dixmes ;
- Sainte Radegonde : l'abbesse de Saint-Jean-le-Grand d'Autun, est Dame de cette paroisse et a la plus grande partie des dixmes, l'autre revenant au curé de la paroisse ;
- Montmort : l'abbesse de Saint-Jean d'Autun nomme au Bénéfice, elle a une grande partie des dixmes et le curé l'autre partie[14].

### Au bailliage deBeauneen1773
- Cirey : l'abbaye, paroisse de Nolay, ressort de la justice et de la seigneurie de l'abbaye de Saint-Jean d'Autun qui y a un château à un demi-quart de lieu de Nolay. L'église paroissiale, sous le vocable de Saint-Martin, est du patronage de l'abbesse de Saint-Jean-le-Grand d'Autun[15] ;
- Dragny : sur la cime d'une montagne près de Nolay et dans sa paroisse à quatre lieues et demi de Beaune ouest, de la justice et seigneurie de Cirey à la part de l'abbaye de Saint-Jean-le-Grand d'Autun[16] ;
- Chandenay-la-Ville : aujourd'hui Chaudenay-la-Ville, Castrum Dianæ, à quatre lieues au nord-nord-ouest de Beaune. L'église est sous le vocable de Saint-Symphorien, de l'archiprêtré d'Arnay. La cure est du patronage de l'abbaye de Saint-Jean-le-Grand d'Autun[17].

### Vignobles
Montrachet : le domaine Montrachet a une petite parcelle en Montrachet (67 ares, 59 ca sur les 8 hectares du climat). Ce monticule inculte, Mons rachicensis, est déjà cité du temps des Romains et seule la vigne y prospère. Cette parcelle sera cultivée par les religieuses de Saint-Jean-le-Grand d'Autun qui le possède et déjà bien avant l'an 1000, et font la renommée du village avec le Clos Saint-Jean, il sera ensuite repris par les cisterciens de l'abbaye de Maizières, à côté de Beaune.

### Seigneuries
Géanges, sur la Dheune, en Saône-et-Loire, dépend de l'abbaye Saint-Jean-le-Grand d'Autun.

### Au bailliage d'Autun
- Marly-sous-Issy : l'Ouche Saint-Jean, souvenir d'une chapelle castrale ou d'une propriété religieuse [20] ;
- Mesvres : pâture Saint-Jean (D no 89-90) et pré Jean (D no 91 à l'état de section cadastral de 1831), en bordure du Mesvrin, rive droitre, 500 m à l'ouest de la pâture du Paradis, il est possible qu'il s'agisse d'une propriété de l'abbaye Sainte-Marie de Saint-Jean-le-Grand d'Autun, qui a possédé Charmasse peu éloigné. Elle est nommée Prée de Madame de Saint-Jean sur un terrier de 1584[21]. Terres au Runchy, sur la paroisse, connues par livres de comptes conservés aux Archives départementales de Saône-et-Loire[22] ;
- Le Mont-Dru, en français Mont-Gaillard, du latin mons hilaris, où se déroulaient dans les temps anciens les Hilaries, fêtes en l'honneur de Cybèle, la mère des dieux[23].

## Livres de comptes
Environ, cinq cents liasses d'archives, sont conservées pour l'époque médiévale et moderne, dont plusieurs livres de comptes, certain se suivant sur plusieurs années.
- Comptes de Nolay, Côte-d'Or pour 1397-1406[25] ;
- Comptes de Géanges, Saône-et-Loire[26] ;
- Comptes de Runchy, à Mesvres, en Saône-et-Loire[27] ;
- En 1768, le revenu de cette maison est de 7 000 ou 8 000 livres, selon l'abbé Jean-Joseph Expilly (1719-1793)[28].

## Dépendance et filiale
- Au VIe siècle, les religieuses fondent une filiale, l'abbaye Sainte-Marie de Saint-Jean-le-Grand d'Autun à Colonne (Jura), paroisse sur la commune de Colonne (Jura), canton de Poligny (Franche-Comté) et qui sera prise en 1346 par Jean de Chalon, puis reprise par le duc de Bourgogne qui détruit l'enceinte et le monastère. Les religieuses repartent vers Autun. Au XIVe siècle, des bénédictins occupent les ruines de Sainte-Marie et fondent un prieuré dédié à saint Louis. En 1639, lors de la campagne précédant l'annexion, le village est rasé. Il ne reste plus rien que les fossés qui entouraient le monastère à proximité de l'église actuelle reconstruite au XVIIIe siècle et qui a gardé le vocable de Saint-Jean-le-Grand d'Autun. La fête du village est célébrée le jour de la Sainte-Marie.

## Les abbesses
Les abbesses se rendaient régulièrement dans les domaines que possédaient l'abbaye et jouissait d'un droit de gîte dans certains domaines pour faciliter leurs déplacements, Nous ne possédons pas de coutumier permettant de connaître le mode de succession des abbesses et de savoir s'il se déroulait selon le cadre définit par Grégoire le Grand, stipulant qu'« aucune ne sera installée par ruse ou surprise, si ce n'est celle que le souverain de cette province avec le consentement des moniales et conformément à la crainte de Dieu, élira et ordonnera ». À Saint-Jean-le-Grand, les moniales se réunissaient quelques jours après les funérailles de l'abbesse et procédaient à l'élection d'une nouvelle abbesse. La religieuse qui obtient le plus de voix est élue « domina electa ». Il lui reste à être intronisée. L'évêque confirme alors son élection. Mais comme dans beaucoup d'autres lieux, ces élections suscitèrent des difficultés dont les traces nous sont conservées dans des actes des XVe et XVIe siècles.
- vers 602 : Thessalie, Talasiae, ou Ticelina, cette dernière orthographe étant celle du nécrologe de l'abbaye de Saint-Martin d'Autun[32],[33] ;
- 1218 : Richilde, à cette date, fait la donation d'une maison pour la dot d'un moine de l'abbaye de Saint-Martin d'Autun[34] ;
- 1451 : Marguerite de la Bussière, date de sa mort ;
- 1452-1474 : Antoinette de Marcilly. Des difficultés d'élection se présentent entre elle et Catherine de Vaudrey en 1452[35]. Décédée en juin[36] ;
- 1474-1480 : Huguette de Bernault. Élections controversées entre elle et Louise Rabutin[37] ;
- 1480-1493 : Claude de Bernault, nièce de la précédente ;
- 1493-1496 : Perrenelle de Vienne. Élections controversées entre elle et Marie de Marcilly ;
- 1496-1499 : Perrennelle de Vienne. Élections controversées entre elle et Jeanne de Tenarre[38] ;
- 1499- vers 1510 : Perrennelle de Vienne, morte vers 1510 ;
- 1511-1513 : Claude de Rabutin d'Espiry. Élections controversées entre elle et Anne de Montagu[39] ;
- 1513 : élections controversées entre Adrienne de La Palud de Varax et Françoise Pitois[40] ;
- vers 1565 : Bénédicte de La Rochefoucauld[41] (La Roche-Foucault)[42], fille d'Antoine de La Rochefoucauld et de Antoinette d'Amboise ;
- vers 1605 : Anne de La Magdelaine de Ragny (1577-1657) (Madeleine), morte le 1er avril 1657[43], première fille et quatrième enfant de François de la Magdelaine et de Catherine Marcilly-Cypierre. Elle assista le 25 août 1632 à l'ouverture du tombeau de la reine Brunehaut à l'abbaye de Saint-Martin d'Autun[44].

## Religieuses notables
- Barbe de Clugny XVe siècle, fille de Louis de Clugny et Marie de Chaulgy[45].